# Bank Hiszpanii
Bank Hiszpanii (hiszp. Banco de España) – bank centralny Hiszpanii z siedzibą w Madrycie.
Założony w 1782 przez Karola III jako Bank Narodowy San Carlos (Banco Nacional de San Carlos), obecną nazwę nosi od 1856.
Obecnie jest członkiem Europejskiego Systemu Banków Centralnych. Stanowi także krajowy organ nadzoru hiszpańskiego systemu bankowego. Jego działalność jest regulowana przez ustawę o niezależności Banku Hiszpanii z czerwca 1994.